# Đăk Tô (thị trấn)
Đăk Tô là thị trấn huyện lỵ của huyện Đăk Tô, tỉnh Kon Tum, Việt Nam.

## Địa lý
Thị trấn Đăk Tô nằm gần giữatrung tâm huyện Đăk Tô, có vị trí địa lý:
- Phía đông giáp huyện Đăk Hà
- Phía tây giáp xã Tân Cảnh và xã Pô Kô
- Phía nam giáp xã Diên Bình
- Phía bắc giáp xã Kon Đào.

Thị trấn Đăk Tô có diện tích 39,94 km², dân số năm 2019 là 13.561 người, mật độ dân số đạt 340 người/km².

## Hành chính
Thị trấn Đăk Tô có 11 khối phố, thôn được chia thành 9 khối phố và 2 thôn.

## Lịch sử
Trước năm 1988, địa bàn thị trấn Đăk Tô là một phần của xã Tân Cảnh.
Năm 1988, Hội đồng Bộ trưởng ban hành Quyết định 96-HĐBT phân vạch lại địa giới hành chính huyện An Khê một số xã, thị trấn thuộc tỉnh Gia Lai-Kon Tum. Theo đó, thành lập thị trấn Đắk Tô trên cơ sở một phần tách các thôn 2, 3, 4 của xã Tân Cảnh.
Thị trấn Đắk Tô có 2.530 hécta diện tích tự nhiên và 4.818 nhân khẩu.
Ngày 9 tháng 6 năm 2008, Chính phủ ban hành Nghị định 74/2008/NĐ-CP về việc điều chỉnh địa giới hành chính xã, thành lập xã thuộc huyện Sa Thầy, huyện Đắk Tô và thị xã Kon Tum, tỉnh Kon Tum. Theo đó, điều chỉnh 520 ha diện tích tự nhiên, 762 nhân khẩu của xã Pô Kô và 72 ha diện tích tự nhiên, 1.263 nhân khẩu của xã Diên Bình về thị trấn Đắk Tô quản lý.
Sau khi điều chỉnh, thị trấn Đắk Tô có 3.994,40 ha diện tích tự nhiên và 10.869 nhân khẩu.